# Kampå
Kampå is een plaats in de Noorse gemeente Nes, fylke Akershus. Kampå telt 517 inwoners (2007) en heeft een oppervlakte van 0,5 km².